# Cyperus luzulae
Cyperus luzulae là loài thực vật có hoa trong họ Cói. Loài này được (L.) Retz. mô tả khoa học đầu tiên năm 1786.